# ستيفن بالوبس
ستيفن أندرو بالوبس (بالإنجليزية: Steven Balbus)  (ولد في 23 نوفمبر 1953) هو عالم فيزياء فلكية أمريكي المولد وهو أستاذ الفلكي سافيلين في جامعة أكسفورد وزميل بروفسور في كلية نيو كوليدج في أوكسفورد. في عام 2013، شارك في جائزة شو للفلك مع جون هاولي.